# Arondismentul Saint-Martin-Saint-Barthélemy
Arondismentul Saint-Martin-Saint-Barthélemy (în franceză Arrondissement de Saint-Martin-Saint-Barthélemy) este un arondisment din Guadelupa, Franța.

## Subdiviziuni

### Cantoane
- Cantonul Saint-Barthélemy
- Cantonul Saint-Martin-1
- Cantonul Saint-Martin-2

### Comune
Comunele arondismentului, cu codurile lor INSEE:
1. Saint-Barthélemy (97123)
2. Saint-Martin (97127)

1. ↑  Q125359455[*] Verificați valoarea |titlelink= (ajutor)